# 艾瑞克·斯托特
艾瑞克·約瑟夫·斯托特（英語：Eric Joseph Stout，1993年3月27日—） ，為美國的棒球選手，守備位置為投手，現效力於中華職棒台鋼雄鷹。曾效力於美國職棒堪薩斯市皇家、芝加哥小熊、匹茲堡海盜；中華職棒中信兄弟以及韓國職棒起亞虎。

## 生平

### 美國職棒時期
2014年，於美國職棒選秀會上被堪薩斯市皇家於第13輪第393順位選中，因而開啟職業生涯。同年在新人聯盟出賽13場比賽，5勝2敗，防禦率3.58。
2016年，在2A出賽42場比賽，拿下6勝4敗，防禦率3.86的成績。季末加入亞利桑那秋季聯盟瑟普賴斯巨人柱。
2017年，在3A出賽45場比賽，拿下5勝2敗，防禦率2.99。11月20日，皇家將他放入40人名單內以避免遭到規則五選秀。
2018年4月24日，首次升上大聯盟，並在4月25日對戰密爾瓦基釀酒人初登板後援投0.2局失1分。9月10日，遭到DFA。
2019年1月24日，和聖地牙哥教士簽下小聯盟合約，但在3月27日遭到釋出。4月1日，加入獨立聯盟美國棒球協會堪薩斯市T-Bones。5月31日，辛辛那提紅人買斷他的合約。
2020年3月4日，回鍋加盟美國棒球協會堪薩斯市T-Bones。但受到COVID-19影響，沒有出賽記錄。7月31日加入芝加哥熱狗。
2021年1月20日，和獨立聯盟的堪薩斯城君主簽約，並出賽4場比賽，2勝1敗，防禦率1.96。6月6日，邁阿密馬林魚買斷合約，但在3A出賽的7場比賽中，拿下0勝2敗、防禦率10.19的成績，因此在8月12日就被釋出。
2022年3月8日，和芝加哥小熊簽約，6月21日，匹茲堡海盜將他的合約買斷，並在8月10日達成大聯盟生涯首次救援成功。11月10日，成為自由球員。
2023年4月13日，和西雅圖水手簽下合約，並在3A出賽21場比賽，拿下3勝1敗、防禦率4.20。7月16日遭到釋出。

### 中華職棒時期
2023年7月19日，和中信兄弟簽下合約，登錄名為「艾士特」。該年總計出賽12場比賽，6勝5敗，防禦率3.28。季末獲得續留。
2024年，出賽20場比賽，拿下10勝5敗，防禦率2.77。

### 韓國職棒時期
2024年8月28日，被韓國職棒起亞虎買斷合約，確定將轉戰韓國。9月21日，因傷被下放至二軍，9月30日遭到解約而離開球隊。

### 重返中華職棒
2025年1月13日，和台鋼雄鷹隊簽下合約，登錄名為「艾速特」。

## 職棒生涯成績

### 美國職棒
| 年度 | 球隊         | 出賽 | 先發 | 勝投 | 敗投 | 中繼 | 救援 | 完投 | 完封 | 三振 | 四死 | 責失 | 投球局數 | 自責分率 | 被上壘率 |
| ---- | ------------ | ---- | ---- | ---- | ---- | ---- | ---- | ---- | ---- | ---- | ---- | ---- | -------- | -------- | -------- |
| 2018 | 堪薩斯市皇家 | 3    | 0    | 0    | 0    | 0    | 0    | 0    | 0    | 2    | 2    | 6    | 2.1      | 23.14    | 3.86     |
| 2022 | 芝加哥小熊   | 2    | 0    | 0    | 0    | 0    | 0    | 0    | 0    | 6    | 1    | 2    | 3.2      | 4.91     | 1.09     |
| 2022 | 匹茲堡海盜   | 18   | 0    | 0    | 0    | 1    | 1    | 0    | 0    | 19   | 15   | 12   | 18.2     | 5.79     | 1.98     |
| 2022 | 合計         | 20   | 0    | 0    | 0    | 1    | 1    | 0    | 0    | 25   | 16   | 14   | 22.1     | 5.64     | 1.84     |
| 合計 | 2年          | 23   | 0    | 0    | 0    | 1    | 1    | 0    | 0    | 27   | 18   | 20   | 24.2     | 7.30     | 2.03     |

### 中華職棒
| 年度 | 球隊     | 出賽 | 先發 | 勝投 | 敗投 | 中繼 | 救援 | 完投 | 完封 | 三振 | 四死 | 責失 | 投球局數 | 自責分率 | 被上壘率 |
| ---- | -------- | ---- | ---- | ---- | ---- | ---- | ---- | ---- | ---- | ---- | ---- | ---- | -------- | -------- | -------- |
| 2023 | 中信兄弟 | 12   | 12   | 6    | 5    | 0    | 0    | 0    | 0    | 79   | 17   | 25   | 68.2     | 3.28     | 1.06     |
| 2024 | 中信兄弟 | 20   | 19   | 10   | 5    | 1    | 0    | 0    | 0    | 109  | 33   | 35   | 113.2    | 2.77     | 1.16     |
| 合計 | 2年      | 32   | 31   | 16   | 10   | 1    | 0    | 0    | 0    | 188  | 50   | 60   | 182.1    | 2.96     | 1.12     |

## 外部連結
- 艾瑞克·斯托特在台灣棒球維基館上的頁面（繁體中文）
- 艾瑞克·斯托特在美國職棒官網（英语）
- 艾瑞克·斯托特在中華職棒官網
- 艾瑞克·斯托特在Baseball-Reference.com（大聯盟）（英语）
- 艾瑞克·斯托特在Baseball-Reference.com（小聯盟以及海外聯盟）（英语）
- 艾瑞克·斯托特在ESPN（MLB）（英语）
- 艾瑞克·斯托特在FanGraphs.com（英语）
- 艾瑞克·斯托特在Retrosheet（英语）
- 艾瑞克·斯托特在The Baseball Cube（英语）

| 前任： 江承諺 | 台鋼雄鷹開幕戰先發投手 2025年 | 繼任： 最近一位 |